# Ute Claussen
Ute Claussen (* 7. November 1962 in Frankfurt am Main) ist eine deutsche Informatikerin mit Schwerpunkt Echtzeit-Bildverarbeitung und Lichtberechnung. Sie ist Autorin etlicher Fachbücher und Fachartikel.

## Ausbildung und Beruf
Ute Claussen studierte an der TH Darmstadt Informatik und erhielt 1986 ihr Diplom für eine Arbeit zur Simulation eines Workstationkonzeptes mit verteiltem Cache-Bildspeicher. Im Anschluss promovierte sie bis 1991 an der Eberhard-Karls-Universität Tübingen im Fachbereich Physik überVerfahren zur schnellen Beleuchtungs- und Schattierungsberechnung. Zwischen 1993 und 2003 war Claussen bei verschiedenen Hochschulinstituten und Privatunternehmen tätig, so unter anderem bei Singhammer IT Dortmund, Hochtief in Essen, UP-Vision Computergraphik GmbH in Bad Arolsen und AITEC in Dortmund. Zuvor war sie am Wilhelm-Schickard-Institut für Informatik an der Universität Tübingen sowie dem Zentrum für graphische Datenverarbeitung in Darmstadt tätig.
Zudem war sie freie Mitarbeiterin der Zeitschrift Computermagazin aus Stuttgart und veröffentlichte u. a. Beiträge zum Thema Computergrafik. Zahlreiche Fachartikel erschienen auch in c’t.
Seit 2003 arbeitet Claussen freiberuflich als IT-Beraterin. Ehrenamtlich war sie langjährige Sprecherin des Fachausschusses Frauenarbeit und Informatik in der Gesellschaft für Informatik (GI).
Ute Claussen ist verheiratet und lebt in Sendenhorst.

## Fachpublikationen

### Fachbücher (Auszug)
- Objektorientiertes Programmieren. Springer, 2. Auflage, 1998, ISBN 978-3-540-57937-3

- Programmieren mit OpenGL. 3D-Grafik und Bildverarbeitung. Springer, 1997, ISBN 978-3-540-57977-9.
- Ute Claussen, Heiko Duin, Günter Symanzik: Beleuchtungsalgorithmen in der Computergrafik. Springer, 1993, ISBN 978-3-642-77988-6.
- Objektorientiertes Programmieren. Mit Beispielen und Übungen in C++. Springer-Lehrbuch, 1993, 1. Auflage.
- Verfahren zur schnellen Beleuchtungs- und Schattierungsberechnung. Dissertation, Universität Tübingen, 1991.
- GDV-Praktikum – Ergebnisse und Erfahrungen (Hrsg.), Arbeits- und Forschungsbericht des WSI, Universität Tübingen, 1990

### Fachartikel (Auszug)
- Der Weg in die Selbständigkeit – Wagnis und Chance. In: Susanne Huber, Marina Rose: Frauenwege. Frauen in mathematisch-naturwissenschaftlichen und technischen Berufen, Talheimer, 1994.
- Ute Claussen, Josef Pöpsel: Im Rausch der Tiefe. c’t, Heft 7, 1994
- Cyberspace-Design, c’t, Heft 11, 1993.
- Ute Claussen, Wolfgang Straßer: Schwerpunktthema Visualisierung. it 2/91, Oldenbourg, 1991.
- On Reducing the Phong Shading Method. Computers & Graphics, Vol. 14, No. 1, 1990.
- Ute Claussen, Bengt-Olaf Schneider: Proof: An Architecture for Rendering in Object Space. In: R.L. Grimsdale, W. Straßer: Advances in Computer Graphics Hardware III, Springer-Verlag, 1990.
- On Reducing the Phong Shading Method. In: W. Hansmann, F.R.A. Hopgood, W. Straßer: Eurographics ´89. North-Holland, 1989.